# ماگدالنا کولشنیک
ماگدالنا کولشنیک (لهستانی: Magdalena Koleśnik؛ زادهٔ ۲۷ فوریه ۱۹۹۰) بازیگر اهل لهستان است.
از فیلم‌ها یا مجموعه‌های تلویزیونی که وی در آن‌ها نقش داشته‌است، می‌توان به کلانگور، اولا بی‌ریخته، هیولاهای کراکوف، راه‌های آزادی، مجرد و ورشو ۴۴ اشاره نمود.